# Coppa Italia 1989/90
Die Coppa Italia 1989/90, den Fußball-Pokalwettbewerb für Vereinsmannschaften in Italien der Saison 1989/90, gewann Juventus Turin (kurz Juve). Juve traf im Finale auf den AC Mailand und konnte die Coppa Italia zum achten Mal gewinnen. Man wurde Nachfolger von Sampdoria Genua, das die Coppa Italia in den beiden vorherigen Jahren gewonnen hatte. Als italienischer Pokalsieger nahm Juventus Turin in der nächsten Saison am Europapokal der Pokalsieger teil.

## 1. Runde
|                     | Ergebnis          |                       |
| ------------------- | ----------------- | --------------------- |
| Inter Mailand       | 1:0               | AC Spezia             |
| AS Cosenza          | 2:2 (6:5 i. E.)   | AC Reggiana           |
| Lazio Rom           | 1:0               | Ancona Calcio         |
| FC Bologna          | 2:0               | US Triestina          |
| AS Rom              | 3:0               | FC Modena             |
| SC Pisa             | 1:1 (4:6 i. E.)   | US Palermo            |
| AC Prato            | 0:2               | Sampdoria Genua       |
| CFC Genua           | 3:0               | Calcio Padova         |
| US Lecce            | 2:0               | Football Brindisi     |
| Pescara Calcio      | 2:1               | Sambenedettese Calcio |
| Cagliari Calcio     | 0:1 n. V.         | Juventus Turin        |
| AS Taranto          | 0:0 (4:3 i. E.)   | Udinese Calcio        |
| AC Parma            | 0:0 (6:7 i. E.)   | AC Mailand            |
| Brescia Calcio      | 1:3               | US Cremonese          |
| US Avellino         | 1:2               | AC Cesena             |
| FC Messina          | 2:1               | Torino Calcio         |
| Atalanta Bergamo    | 4:0               | AS Torres             |
| AS Bari             | 3:1               | FC Piacenza           |
| Polisportiva Licata | 1:3               | AC Florenz            |
| FC Como             | 2:1               | FC Empoli             |
| Ascoli Calcio       | 1:1 (11:10 i. E.) | US Catanzaro          |
| US Barletta         | 1:0               | Hellas Verona         |
| SSC Neapel          | 1:1 (10:9 i. E.)  | AC Monza Brianza      |
| US Foggia           | 0:1               | Reggina Calcio        |

## 2. Runde
|                  | Ergebnis        |                 |
| ---------------- | --------------- | --------------- |
| AS Cosenza       | 0:2 n. V.       | Inter Mailand   |
| Lazio Rom        | 1:2 n. V.       | FC Bologna      |
| AS Rom           | 4:0             | US Palermo      |
| CFC Genua        | 0:1             | Sampdoria Genua |
| Pescara Calcio   | 1:1 (5:2 i. E.) | US Lecce        |
| Juventus Turin   | 2:1             | AS Taranto      |
| US Cremonese     | 0:1             | AC Mailand      |
| AC Cesena        | 1:4             | FC Messina      |
| Atalanta Bergamo | 1:0 n. V.       | AS Bari         |
| AC Florenz       | 1:1 (9:8 i. E.) | FC Como         |
| Ascoli Calcio    | 4:0             | US Barletta     |
| SSC Neapel       | 2:0             | Reggina Calcio  |

## Gruppenphase

### Gruppe 1
| Pl. | Verein        | Sp. | S | U | N | Tore    | Diff. | Punkte |
| --- | ------------- | --- | - | - | - | ------- | ----- | ------ |
| 1.  | AS Rom        | 2   | 1 | 0 | 1 | 004:300 | +1    | 03     |
| 2.  | Inter Mailand | 2   | 1 | 0 | 1 | 004:300 | +1    | 03     |
| 3.  | Ascoli Calcio | 2   | 1 | 0 | 1 | 002:400 | −2    | 03     |

| 1. Spieltag   |     |               |                              |
| AS Rom        | 3:0 | Ascoli Calcio | Stadio Olimpico              |
| 2. Spieltag   |     |               |                              |
| Ascoli Calcio | 2:1 | Inter Mailand | Stadio Cino e Lillo Del Duca |
| 3. Spieltag   |     |               |                              |
| Inter Mailand | 3:1 | AS Rom        | Giuseppe-Meazza-Stadion      |

### Gruppe 2
| Pl. | Verein     | Sp. | S | U | N | Tore    | Diff. | Punkte |
| --- | ---------- | --- | - | - | - | ------- | ----- | ------ |
| 1.  | SSC Neapel | 2   | 1 | 1 | 0 | 003:100 | +2    | 04     |
| 2.  | FC Bologna | 2   | 1 | 0 | 1 | 003:400 | −1    | 03     |
| 3.  | AC Florenz | 2   | 0 | 1 | 1 | 003:400 | −1    | 01     |

| 1. Spieltag |     |            |                        |
| FC Bologna  | 3:2 | AC Florenz | Stadio Renato Dall’Ara |
| 2. Spieltag |     |            |                        |
| SSC Neapel  | 2:0 | FC Bologna | Stadio San Paolo       |
| 3. Spieltag |     |            |                        |
| AC Florenz  | 1:1 | SSC Neapel | Stadio Artemio Franchi |

### Gruppe 3
| Pl. | Verein           | Sp. | S | U | N | Tore    | Diff. | Punkte |
| --- | ---------------- | --- | - | - | - | ------- | ----- | ------ |
| 1.  | AC Mailand       | 2   | 1 | 1 | 0 | 007:100 | +6    | 04     |
| 2.  | Atalanta Bergamo | 2   | 0 | 2 | 0 | 001:100 | ±0    | 02     |
| 3.  | FC Messina       | 2   | 0 | 1 | 1 | 000:600 | −6    | 01     |

| 1. Spieltag      |     |                  |                                |
| FC Messina       | 0:0 | Atalanta Bergamo | Stadio Giovanni Celeste        |
| 2. Spieltag      |     |                  |                                |
| AC Mailand       | 6:0 | FC Messina       | Giuseppe-Meazza-Stadion        |
| 3. Spieltag      |     |                  |                                |
| Atalanta Bergamo | 1:1 | AC Mailand       | Stadio Atleti Azzurri d’Italia |

### Gruppe 4
| Pl. | Verein          | Sp. | S | U | N | Tore    | Diff. | Punkte |
| --- | --------------- | --- | - | - | - | ------- | ----- | ------ |
| 1.  | Juventus Turin  | 2   | 2 | 0 | 0 | 003:100 | +2    | 06     |
| 2.  | Sampdoria Genua | 2   | 1 | 0 | 1 | 003:300 | ±0    | 03     |
| 3.  | Pescara Calcio  | 2   | 0 | 0 | 2 | 001:300 | −2    | 0      |

| 1. Spieltag     |     |                 |                       |
| Sampdoria Genua | 2:1 | Pescara Calcio  | Stadio Luigi Ferraris |
| 2. Spieltag     |     |                 |                       |
| Pescara Calcio  | 0:1 | Juventus Turin  | Stadio Adriatico      |
| 3. Spieltag     |     |                 |                       |
| Juventus Turin  | 2:1 | Sampdoria Genua | Stadio Communale      |

## Halbfinale
|                | Gesamt |            | Hinspiel | Rückspiel |
| -------------- | ------ | ---------- | -------- | --------- |
| Juventus Turin | 4:3    | AS Rom     | 2:0      | 2:3       |
| AC Mailand     | 3:1    | SSC Neapel | 0:0      | 3:1       |

## Finale

### Hinspiel
| Juventus Turin                               | Juventus Turin | AC Mailand | AC Mailand |
| -------------------------------------------- | --- | --- | ---------- |
| Juventus Turin                               | \| Finalhinspiel \| \| 28. Februar 1990 in Turin (Stadio Communale) \| \| Ergebnis: 0:0 \| \| Schiedsrichter: Pietro D’Elia \| | \| Finalhinspiel \| \| 28. Februar 1990 in Turin (Stadio Communale) \| \| Ergebnis: 0:0 \| \| Schiedsrichter: Pietro D’Elia \| | AC Mailand |
| Juventus Turin                               | Stefano Tacconi – Luigi De Agostini, Dario Bonetti, Roberto Tricella (79. Sergio Brio), Roberto Galia – Angelo Alessio, Sjarhej Alejnikau, Rui Barros, Giancarlo Marocchi – Pierluigi Casiraghi, Salvatore Schillaci Cheftrainer: Dino Zoff | Giovanni Galli – Mauro Tassotti, Paolo Maldini, Filippo Galli, Franco Baresi – Diego Fuser (76. Giovanni Stroppa), Carlo Ancelotti, Frank Rijkaard, Alberigo Evani (88. Stefano Salvatori) – Daniele Massaro, Marco van Basten Cheftrainer: Arrigo Sacchi | AC Mailand |
| Finalhinspiel                                | | |            |
| 28. Februar 1990 in Turin (Stadio Communale) | | |            |
| Ergebnis: 0:0                                | | |            |
| Schiedsrichter: Pietro D’Elia                | | |            |

### Rückspiel
| AC Mailand                                        | AC Mailand | Juventus Turin | Juventus Turin |
| ------------------------------------------------- | --- | --- | -------------- |
| AC Mailand                                        | \| Finalrückspiel \| \| 25. Mai 1990 in Mailand (Giuseppe-Meazza-Stadion) \| \| Ergebnis: 0:1 (0:1) \| \| Schiedsrichter: Pietro D’Elia \| | \| Finalrückspiel \| \| 25. Mai 1990 in Mailand (Giuseppe-Meazza-Stadion) \| \| Ergebnis: 0:1 (0:1) \| \| Schiedsrichter: Pietro D’Elia \|                                                                                                  | Juventus Turin |
| AC Mailand                                        | Giovanni Galli – Mauro Tassotti, Alessandro Costacurta, Filippo Galli, Franco Baresi – Angelo Colombo (66. Stefano Salvatori), Roberto Donadoni, Frank Rijkaard, Alberigo Evani – Daniele Massaro (46. Stefano Borgonovo), Marco van Basten Cheftrainer: Arrigo Sacchi | Stefano Tacconi – Luigi De Agostini, Dario Bonetti, Nicolò Napoli, Pasquale Bruno – Roberto Galia, Sjarhej Alejnikau, Rui Barros, Giancarlo Marocchi – Pierluigi Casiraghi, Salvatore Schillaci (75. Angelo Alessio) Cheftrainer: Dino Zoff | Juventus Turin |
| AC Mailand                                        | 0:1 Roberto Galia (13.) | | Juventus Turin |
| Finalrückspiel                                    | | |                |
| 25. Mai 1990 in Mailand (Giuseppe-Meazza-Stadion) | | |                |
| Ergebnis: 0:1 (0:1)                               | | |                |
| Schiedsrichter: Pietro D’Elia                     | | |                |

## Siegermannschaft
| Juventus Turin | |
| Juventus Turin | - Tor: Stefano Tacconi (8 Spiele/0 Tore) - Abwehr: Dario Bonetti (7/0); Sergio Brio (2/0); Pasquale Bruno (2/0); Luigi De Agostini (8/1); Nicolò Napoli (7/0); Roberto Tricella (7/0) - Mittelfeld: Sjarhej Alejnikau (8/0); Angelo Alessio (7/1); Daniele Fortunato (3/0); Roberto Galia (5/1); Giancarlo Marocchi (8/1); Rui Barros (7/0) - Angriff: Pierluigi Casiraghi (8/2); Salvatore Schillaci (8/2); Oleksandr Sawarow (6/3) - Trainer: Dino Zoff |
| Quelle:        | |